# Йохан IV фон Лойхтенберг
Йохан IV фон Лойхтенберг (на немски: Johann IV von Leuchtenberg; * 1470 в Пфраймд; † 1 септември 1531 в Грюнсфелд) е от 1487 г. до смъртта си ландграф на Ландграфство Лойхтенберг.
Той е син и наследник на ландграф Фридрих V фон Лойхтенберг († 19 май 1487 в Нюрнберг) и съпругата му Доротея фон Ринек († 24 март 1503).
Йохан се бие през войната за Ландсхутското наследство (1504/1505) на страната на Филип фон Пфалц, и за кратко е изгонен от римско-немския крал Максимилиан I.
Йохан е назначен на годишна заплата при херцог Георг Богатия и по-късно при херцог Лудвиг V фон Пфалц, между 1513 и 1518 г. като щатхалтер на Амберг за 1000 гулдена годишна заплата.
Йохан издига резиденцията Пфраймд на град и въвежда Примогенитура в ландграфството си. Последван е от най-големия му син Георг III.

## Фамилия
Йохан IV се жени за Маргарета фон Шварцбург († 1518). С нея той има пет деца:
- Георг III (* 1502; † 21 май 1555), 1531 г. ландграф на Лойхтенберг
- Анна (* 1506; † 1555), ∞ на 7 ноември 1522 г. за граф Мартин фон Йотинген-Флокберг († 1549)
- Елизабет (* 1508; † 1560), ∞ на 5 ноември 1524 г. за граф Карл Волфганг фон Йотинген († 1549)
- Ханс (* 1511; † 1572), умствено болен
- Христоф († 1554)